# Lê Thanh
Lê Thanh là một xã thuộc huyện Mỹ Đức, thành phố Hà Nội, Việt Nam.

## Địa lý - Hành chính
Xã nằm cách trung tâm thủ đô Hà Nội khoảng 50 km về phía Tây Nam. Cách thị trấn Đại Nghĩa 6 km. Tỉnh lộ 419 chạy qua phía Tây của xã.
Xã hiện có 4 thôn gồm Lê Xá, Đức Thụ, Áng Thượng và Áng Hạ (Trong thôn Đức Thụ có xóm Hoan Hợp, đôi khi cũng được coi như một làng).
Phía Bắc giáp xã An Mỹ, phía Tây Bắc giáp xã Hồng Sơn, phía Tây giáp xã Hợp Tiến, phía Nam giáp xã Xuy Xá, phía Đông giáp sông Đáy (bên kia sông là xã Sơn Công và Đồng Tiến, huyện Ứng Hòa).
Xã có nhiều chợ. Chợ Lai và chợ Thụ đã nhập làm một, phiên chính họp các ngày 2, 5, 7, 10 âm lịch. Ngoài ra còn có chợ Áng, chợ Cổng Rô.

## Thắng cảnh - Du lịch
Xã Lê Thanh nằm ở bên cạnh sông Đáy thơ mộng, với nhiều đền chùa của các thôn. Lễ hội của các thôn được tổ chức vào tháng giêng và tháng hai âm lịch hàng năm.
Xã Lê Thanh nằm khá gần điểm du lịch Quan Sơn (Hợp Tiến), Chùa Cao (Hồng Sơn). Bãi vải Áng từng là một địa danh được nhiều người biết đến, trồng rất nhiều cây vải chua cổ thụ, hiện nay chỉ còn lại rất ít.
Trên đất của thôn Đức Thụ từng có tư dinh của Quan bố chánh tỉnh Hà Đông, Nguyễn Trọng Khôi (1881 - 1940), sau năm 1955 được Nhà nước sử dụng làm trường bổ túc, trường Đảng, Ủy ban hành chính xã, nay là cơ sở 2 của Trung tâm Giáo dục nghề nghiệp - Giáo dục thường xuyên huyện Mỹ Đức.
Lê Thanh có hệ sinh thái đầm Lai trước đây rất rộng, nhiều sen, nhiều loài động vật hoang dã, đặc biệt là chim. Hiện nay, đầm Lai được giao cho các hộ gia đình làm kinh tế trang trại.